# Budišov
Budišov (in tedesco Budischau) è un comune mercato della Repubblica Ceca facente parte del distretto di Třebíč, nella regione di Vysočina.